# Holomelina cetes
Holomelina cetes är en fjärilsart som beskrevs av Druce 1897. Holomelina cetes ingår i släktet Holomelina och familjen björnspinnare. Inga underarter finns listade i Catalogue of Life.